# 小平市立小平第七小学校
小平市立小平第七小学校（こだいらしりつ こだいらだいしちしょうがっこう）は、東京都小平市大沼町にある公立小学校。2017年5月現在、児童数681人で、小平市立小平第十小学校に次いで、小平市内で2番目に児童数が多い小学校である。

## 学校教育目標
よ - よく考える子
い - いつも元気な子
こ - こころのやさしい子

## 沿革
- 1962年（昭和37年）1月 - 小平第二小学校分校として授業開始
- 1962年（昭和37年）4月 - 小平町立小平第七小学校として開校
- 1962年（昭和37年）10月 - 市制施行によって現校名に改名
- 1966年（昭和41年） - 新校舎が完成
- 1967年（昭和42年）2月 - 東京都研究奨励校に指定

## 学区
主な学区域は東京都小平市大沼町全域、美園町全域、天神町全域にわたっている。